# Lingue bantoidi

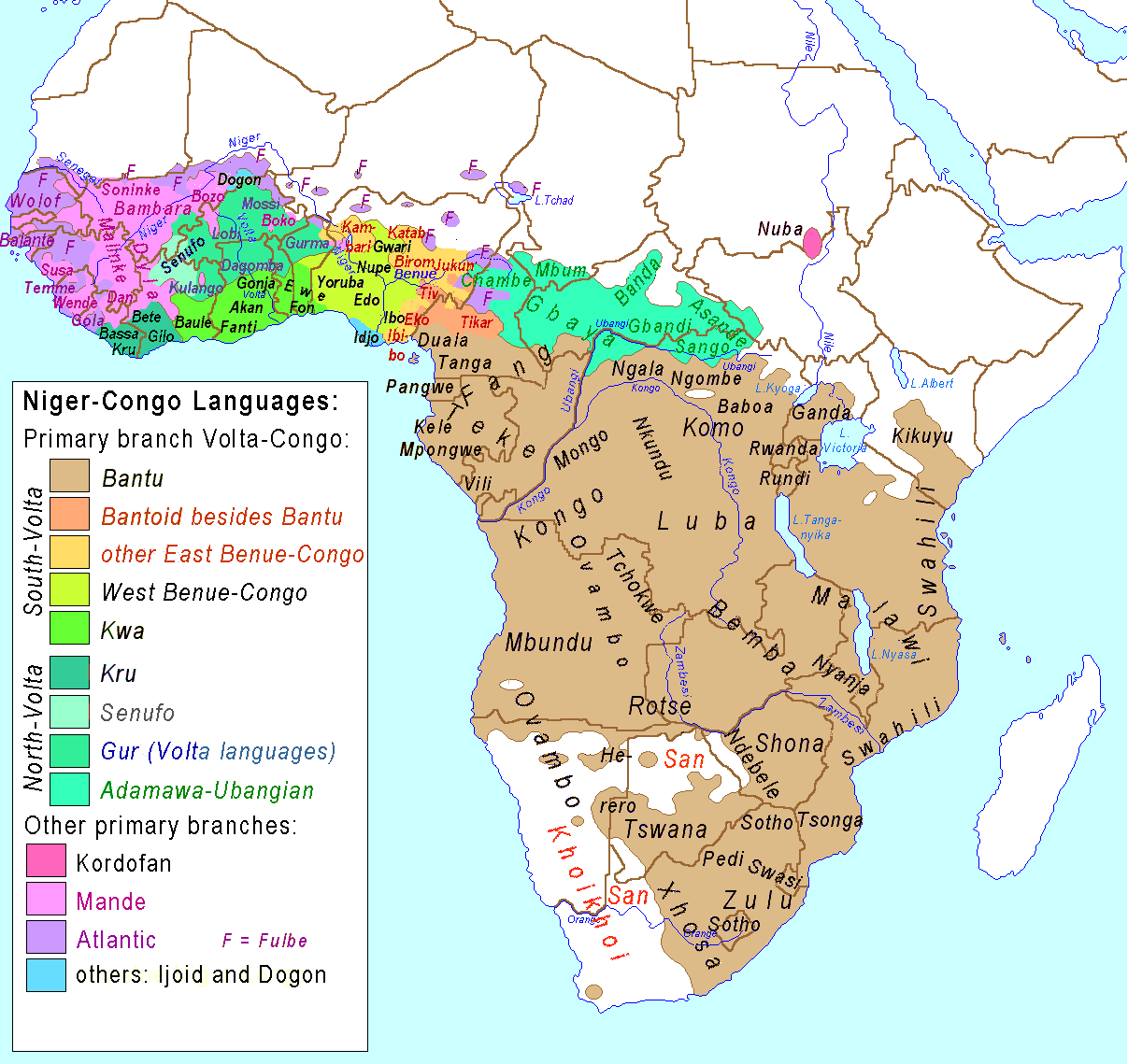
Mappa delle lingue della famiglia niger-kordofaniana; le lingue bantoidi comprendono la grande sottofamiglia bantu (qui rappresentata in marrone) e altre lingue affini (nella mappa, in color arancione).

Le lingue bantoidi sono un vasto raggruppamento linguistico africano compreso all'interno del gruppo Benue-Congo della famiglia delle lingue niger-kordofaniane.
Comprende numerose lingue parlate prevalentemente in Camerun, oltre a tutto il vastissimo raggruppamento delle lingue bantu; il nome stesso bantoidi fa riferimento a questo estesissimo sottogruppo e alle lingue ad esso affini. In totale, l'intero raggruppamento comprende circa 700 lingue, parlate in pressoché tutta l'Africa centrale e meridionale.
Il termine bantoidi venne usato per la prima volta nel 1895 dal linguista Krause; questo termine riappare nel 1948, ad opera del linguista inglese Malcolm Guthrie, che lo utilizza per sostituire il termine semibantu usato da Johnston negli anni '20. In entrambi i casi i termini vengono utilizzati per descrivere lingue non appartenenti al gruppo bantu ma che conservano tracce di una loro importante caratteristica distintiva, la presenza di numerosi classi nominali indicate tramite prefissi. A tutt'oggi la classificazione delle lingue bantoidi è però considerata non definitiva, e la validità genetica di alcuni raggruppamenti è contestata.
Il gruppo delle lingue bantoidi si articola in due sottogruppi:
- lingue bantoidi settentrionali: comprende una ventina di lingue minori parlate tra la Nigeria e il Camerun, articolato a sua volta nei gruppi delle lingue mambiloidi e delle lingue dakoidi e comprendente anche il fam, una lingua isolata della Nigeria. Si tratta di lingue minori, parlate da poche migliaia (o al massimo decine di migliaia) di locutori madrelingua;
- lingue bantoidi meridionali: il sottogruppo maggiore, assolutamente prevalente e comprendente la quasi totalità delle lingue bantoidi, articolato a sua volta in numerosi raggruppamenti:[1]
  - lingue beboidi, 9 lingue minori parlate in Nigeria e Camerun, ciascuna con poche migliaia di parlanti madrelingua;
  - lingue ekoidi, 8 lingue minori localizzate nella Nigeria orientale;
  - lingue jarawan: gruppo comprendente 16 lingue parlate in Camerun e Nigeria, ciascuna con poche migliaia di parlanti madrelingua o, in alcuni casi, già estinte;
  - lingue mamfe: 3 lingue minori parlate nel Camerun settentrionale;
  - lingue mbam: gruppo di 13 lingue parlate in Camerun, precedentemente classificate all'interno del gruppo A delle lingue bantu ma oggi ritenuto ad esse esterno;
  - lingue tivoidi: gruppo di 17 lingue parlate in Nigeria e Camerun, delle quali la maggiore è il tiv, importante lingua nigeriana fra le maggiori del gruppo bantoide;
  - lingue yemne-kimbi: piccolo gruppo di 5 lingue minori del Camerun;
  - lingue bantu delle praterie, o lingue grassfields: raggruppamento costituito da circa 70 lingue parlate nel Camerun settentrionale, precedentemente attribuite alla sottofamiglia bantu;
  - lingue bantu, grande raggruppamento costituito da circa 500 lingue diffuse in tutta l'Africa centrale e meridionale in seguito alla grande espansione dei popoli bantu avvenuta in diversi momenti nell'arco di alcune migliaia di anni;
  - altre lingue isolate, considerate affini alle lingue bantoidi meridionali: tikar, mbe e ndemli;
  - altre lingue minori, considerate affini alle bantoidi meridionali ma la cui classificazione non è ancora definitiva.

Esistono poi altre lingue minori, parlate in Nigeria, che vengono ritenute affini alle lingue bantoidi nel loro complesso, ma la cui classificazione è ancora incerta: áncá, buru, kwak e nshi.